# Maxillaria desvauxiana
Mapinguari desvauxianus, the Desvaux's Maxillaria, là một loài lan bản địa của tropical Nam Mỹ.
 Tư liệu liên quan tới Maxillaria desvauxiana tại Wikimedia Commons

## Hình ảnh

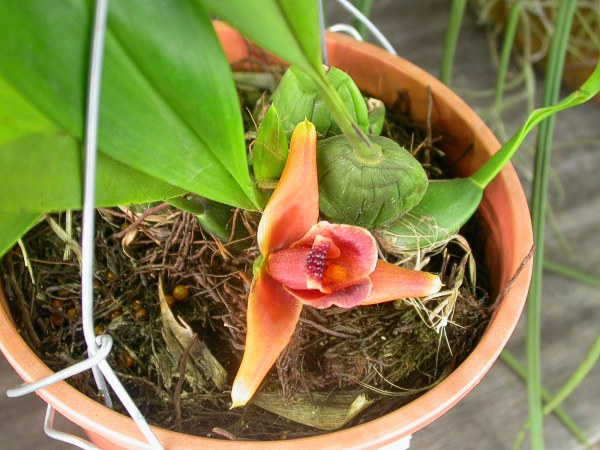
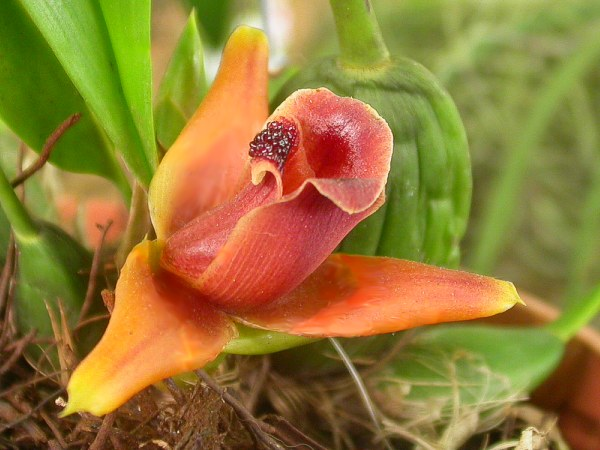
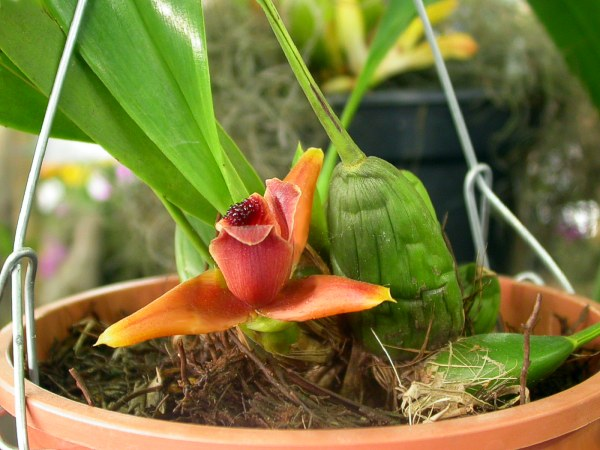
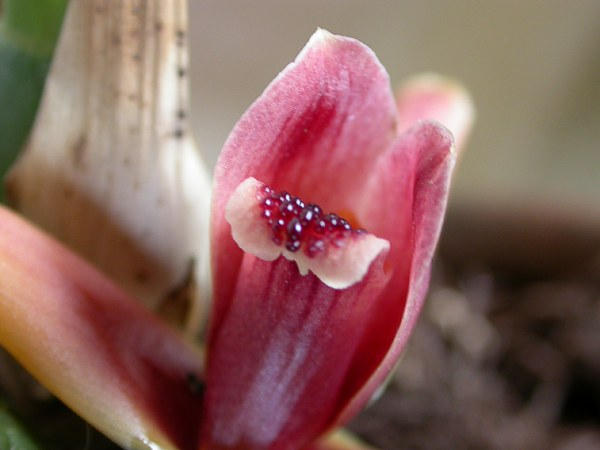